# Rottenacker
Rottenacker – miejscowość i gmina w Niemczech, w kraju związkowym Badenia-Wirtembergia, w rejencji Tybinga, w regionie Donau-Iller, w powiecie Alb-Donau, wchodzi w skład związku gmin Munderkingen. Leży nad Dunajem, ok. 30 km na południowy zachód od Ulm.
Miejscowość jest zamieszkiwana przez 2205 mieszkańców (stan na 2022 rok).

## Historia
Pierwsza wzmianka o wsi pochodzi z 1085 roku, gdzie jest wymieniana jako apud Rotenakere. Kolejna wzmianka z 1116 podaje nazwę Rotinakkier. Od 1447 miejscowością administrował klasztor w Blaubeuren, większość mieszkańców w 1534 przeszła na luteranizm wraz z opactwem. W wyniku wojny trzydziestoletniej wieś opustoszała po 1634, w 1648 zamieszkiwało ją 6 rodzin, a w następnych latach sprowadzili się do niej imigranci ze Szwajcarii. W 1709 zawalił się most nad Dunajem, w wyniku czego zginęły 24 osoby. W latach 90. XVIII wieku z Rottenacker wysiedlono szwajcarską nauczycielkę języka szwedzkiego, co wywołało opór mieszkańców, część z nich w ramach protestu nie posyłała dzieci do szkół. Po legalizacji emigracji w 1817 roku 28 rodzin i 48 pojedynczych osób opuściło miejscowość i przeniosło się do Kaukazu lub Ameryki Północnej. Napływ przemysłu do gminy rozpoczął się po uruchomieniu linii kolejowej w 1871 roku.

## Wspólnoty wyznaniowe
Około 55% mieszkańców wsi stanowią protestanci, a 30% – katolicy. Pozostałe 15% ludności to osoby innych wyznań lub niestoważyszone z żadną wspólnotą. W miejscowości działa parafialny kościół ewangelicki św. Wolfganga oraz kościół rzymskokatolicki pw. św. Krzyża.